# جون تايلر مورغان
جون تايلر مورغان (بالإنجليزية: John Tyler Morgan)‏ هو سياسي أمريكي، ولد في 20 يونيو 1824 في أثينا في الولايات المتحدة، وتوفي في 11 يونيو 1907 في واشنطن العاصمة في الولايات المتحدة. حزبياً، نشط في الحزب الديمقراطي. وقد انتخب عضو مجلس الشيوخ الأمريكي.